# Münzenried
Münzenried ist ein Ortsteil der Gemeinde Aitrang im schwäbischen Landkreis Ostallgäu.

## Geografie
Das Dorf liegt in der bayerischen Planungsregion Allgäu, zwei Kilometer nordwestlich von Aitrang.

## Geschichte
Der Ort war Teil der Reichsvogtei des Klosters St. Mang (Füssen), das seit 1227 die Niedergerichtsbarkeit innehatte. Aitring bildete mit Umwangs, Görwangs, Münzenried und Binnings die „untere Vogtei“. Die Reichsvogtei war mehrmals verpfändet worden und als letztes 1524 vom Fürststift Kempten erworben. Der Ort fiel im Reichsdeputationshauptschluss 1803 an die Fürsten Oettingen-Wallerstein. Mit der Rheinbundakte 1806 kam der Ort zum Königreich Bayern. Seit der Begründung der Gemeinde Aitrang mit dem bayerischen Gemeindeedikt von 1818 gehört Münzenried zu dieser Gemeinde. Die Ortskapelle zur Heiligen Dreifaltigkeit wurde 1837 errichtet.